# QDBM
QDBMとは、高速なデータベースのライブラリ、および、データベースを扱うルーチン群のライブラリ。

## 概要
Berkeley DBやGDBMなど、各種dbm系のデータベースがある中で、
- 処理が高速であること
- データベースのファイルサイズが小さいこと
- APIが単純であること

この3つに主眼をおいて開発されている。
- ハッシュデータベース
- B+木データベース

の2種類が扱える。
B+木データベースの方は、ユーザーが指定した順序で参照できるのがハッシュデータベースとの違い。
QDBMはHyper Estraierの内部で使われている。

## ハッシュデータベース
使用メモリ量を データのレコード数×4バイト÷2 にした場合、平均2パス以下のファイル操作でレコードを探索することができる。
つまり、200MBのメモリがあれば、1億レコードという巨大なハッシュデータベースが作成できる。